# Herpetogramma cynaralis
Herpetogramma cynaralis es una especie de polilla del género Herpetogramma, categorizada en la tribu Herpetogrammatini, de la subfamilia Spilomelinae. Fue descrita por Francis Walker en 1859.

## Descricpión
Es de color amarilla con líneas oscuras y manchas oscuras en las alas. La envergadura es de 2 cm.

## Distribución
Se distribuye por Australia, China, India y Japón.